# ۷۶ (فیلم)
۷۶ فیلمی نیجریه‌ای در سبک درام است.